# Lasioptera howardi
Lasioptera howardi är en tvåvingeart som beskrevs av Ephraim Porter Felt 1921. Lasioptera howardi ingår i släktet Lasioptera och familjen gallmyggor.
Artens utbredningsområde är Kalifornien. Inga underarter finns listade i Catalogue of Life.